# Albrecht Milnik

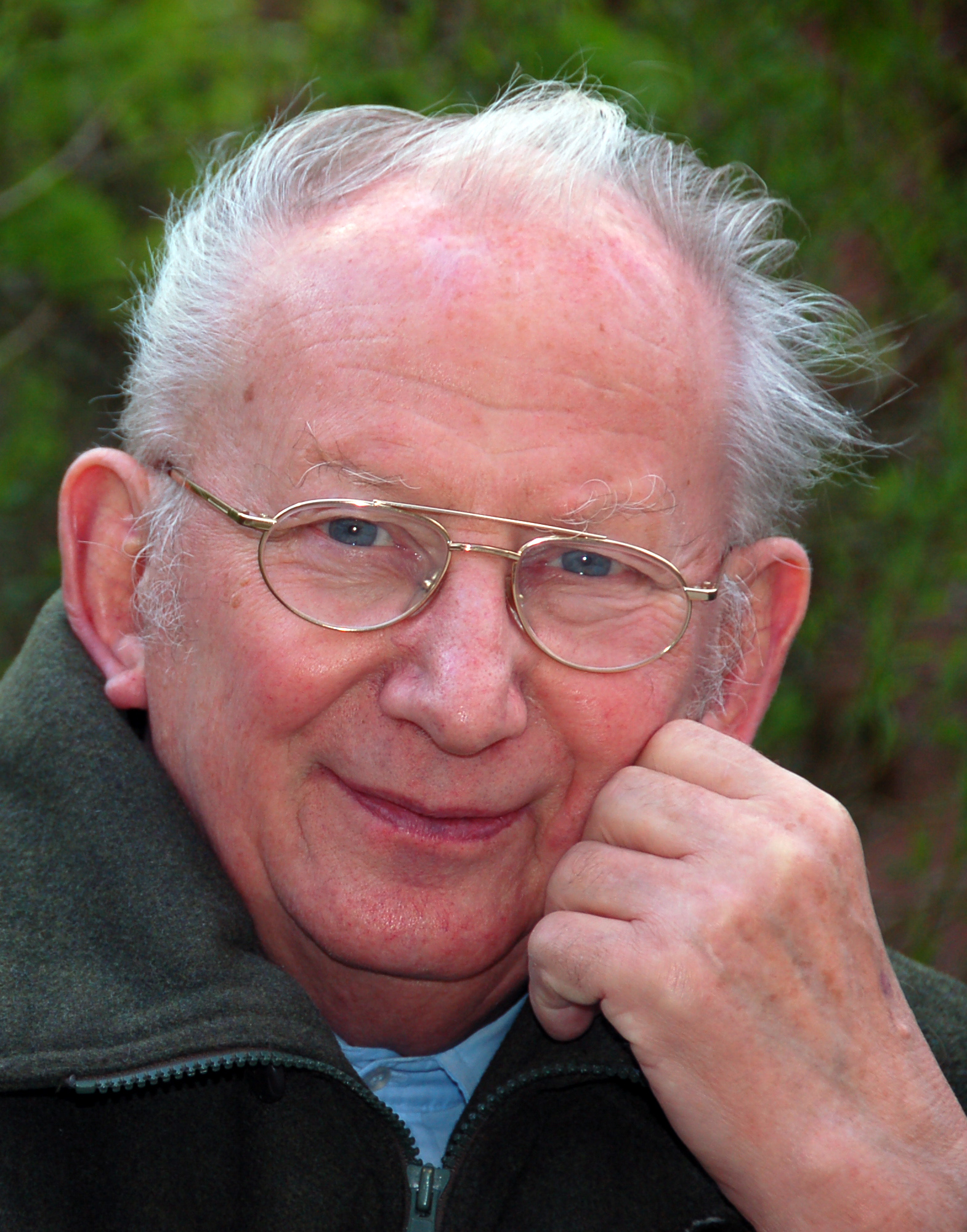
Albrecht Milnik 2010

Albrecht Milnik (* 10. November 1931 in Hermsdorf bei Görlitz; † 22. Dezember 2021 in Eberswalde) war ein deutscher Forstwissenschaftler. Er trat vor allem mit forstlichen Biografien hervor und gilt als einer der führenden Forsthistoriker Deutschlands.

## Leben und Wirken
In Hermsdorf in der Lausitz geboren, wuchs Albrecht Milnik dort auf einem Bauernhof auf. Seine forstliche Laufbahn begann er – wie es in der damals gerade neu gegründeten DDR üblich war – 1949 mit einer Lehre zum Forstfacharbeiter, die er bis 1951 im sächsischen Forstamt Klitten, das zum Kreisforstamt Niesky in der Oberlausitz gehörte, absolvierte. 1953 legte er das Abitur in Dresden ab. Noch im gleichen Jahr begann Milnik ein Studium der Forstwissenschaften an der Forstwirtschaftlichen Fakultät der Humboldt-Universität zu Berlin in Eberswalde, das er 1957 als Diplom-Forstingenieur abschloss.
Danach war Milnik bis 1964 in der Forsteinrichtung und der forstbetrieblichen Praxis tätig. Zwischenzeitlich war die missliebig gewordene Forstwirtschaftliche Fakultät in Eberswalde 1963 auf Anordnung der SED-Machthaber als Lehranstalt geschlossen und in das Institut für Forstwissenschaften umgewandelt worden. 1964 erhielt Milnik dort eine Stelle als wissenschaftlicher Mitarbeiter, die er bis 1991 innehatte. Zu seinen Tätigkeitsschwerpunkten gehörten in dieser Zeit Fragen der Forsteinrichtung, Prognostik und der internationalen Zusammenarbeit. 1971 promovierte Milnik an der Deutschen Akademie der Landwirtschaftswissenschaften zu Berlin mit der Dissertation Untersuchungen über Güteklassen und Produktionsziele der Kiefernbestände im Tiefland der DDR zum Dr. rer. silv. Aus ehrenamtlicher Tätigkeit heraus entwickelte sich zudem eine intensive Beschäftigung mit jagdlichen Themen, was sich zwischen 1969 und 1995 in zahlreichen Veröffentlichungen, speziell über das Rotwild, niederschlug.
Da aus politischen Gründen am Institut für Forstwissenschaften ab 1970 alle forstwirtschaftsgeschichtlichen Arbeiten eingestellt worden waren, konnte Milnik erst seit der Wende seinen Arbeitsschwerpunkt auf forsthistorische Arbeiten legen und stand von 1992 bis 1996 auch einer entsprechenden ABM-Projektgruppe vor. Der Forstmeister begründete die Eberswalder forsthistorische Schriftenreihen, deren erstes Heft 1993 erschien. Milnik war auch federführend an der Aufarbeitung der Forstgeschichte der DDR beteiligt. Als Projektleiter war er wesentlich verantwortlich für das 1998 von der Projektgruppe „Forstgeschichte Eberswalde“ vorgelegte umfangreiche Werk In Verantwortung für den Wald. Die Geschichte der Forstwirtschaft in der Sowjetischen Besatzungszone und der DDR.
Im Jahr 2000 habilitierte sich Albrecht Milnik im Fach Forstgeschichte an der Technischen Universität Dresden mit einer Biografie Bernhard Danckelmanns. Nach der bereits 1997 erstmals veröffentlichten Studie über Hugo Conwentz, einen der Begründer des Naturschutzes, folgten Biografien Alfred Möllers (2001), des Vaters des Dauerwaldgedankens, weiter August von Burgsdorffs (2002) sowie eine Lebensbeschreibung seines langjährigen wissenschaftlichen Weggefährten Egon Wagenknecht (2005). Mit diesen Standardwerken zu forstlich bedeutsamen Persönlichkeiten machte sich Milnik einen Namen als einer der führenden Forsthistoriker Deutschlands. Diesen untermauerte er als Hauptautor und Herausgeber des Biografienbandes Im Dienst am Wald. Lebenswege und Leistungen brandenburgischer Forstleute (2006) sowie der umfangreichen Studie Ein Land wie ein Eichenblatt. Schlesische Forstgeschichte in preußischer Zeit (1741–1945), die er auf vielfachen Wunsch vor allem polnischer Forstleute verfasste und 2010 veröffentlichte.
Am 7. April 2004 übernahm er die 34. Baumpatenschaft des Vereins Bund der Baumpaten; der Patenbaum des Kiefern-Experten ist eine zum Zeitpunkt der Patenschaftsübernahme etwa 160 Jahre alte Waldkiefer (Pinus sylvestris) in der Schorfheide (Oberförsterei Pechteich, Revier Eichenheide, Abteilung 136).
Forstmeister Dr. rer. silv. habil. Albrecht Milnik lebte und arbeitete in Eberswalde. Er hat zahlreiche Ausstellungen gestaltet und Vorträge gehalten, nicht nur für die Fachhochschule, sondern auch als aktives Mitglied des Vereins für Heimatkunde zu Eberswalde, in dessen Publikationsorgan Eberswalder Jahrbuch für Heimat-, Kultur- und Naturgeschichte er regelmäßig mit zumeist forsthistorischen und biografischen Beiträgen vertreten war. Er starb im Dezember 2021, sechs Wochen nach seinem 90. Geburtstag, in Eberswalde.

## Schriften (Auswahl)
- Untersuchungen über Güteklassen und Produktionsziele der Kiefernbestände im Tiefland der DDR. Dissertation. Berlin 1971.
- Forstliche Grabmäler und Gedenkstätten in Eberswalde und Chorin. Eine Dokumentation. Potsdam 1993
- Adolf Olberg. 1894–1957. Potsdam 1994.
- Hugo Conwentz – Klassiker des Naturschutzes. Sein Waldweg zum Naturschutz. 2. Auflage. Berlin 2004, ISBN 3-935638-58-2.
- als Mitverfasser und Herausgeber: In Verantwortung für den Wald. Die Geschichte der Forstwirtschaft in der Sowjetischen Besatzungszone und der DDR. Potsdam 1998, ISBN 3-933352-00-2.
- Bernhard Danckelmann. Leben und Leistungen eines Forstmannes. zugleich auch Thema der Habilitationsschrift. Suderburg 1999, ISBN 3-927848-28-X.
- Das Leben Alfred Möllers. 1860–1922. Eberswalde 2001.
- August von Burgsdorf. 1747–1802. Eberswalde 2002, ISBN 3-00-010667-7.
- Forstmeister Walter Boden (1847–1930). (Forstliche Biographien, Nr. 12). Eberswalde 2004.
- Egon Wagenknecht – Ein langes Leben für Wald und Wild. Remagen-Oberwinter 2005, ISBN 3-935638-67-1.
- als Hauptautor und Herausgeber: Im Dienst am Wald. Lebenswege und Leistungen brandenburgischer Forstleute. (Brandenburgische Lebensbilder). Remagen-Oberwinter 2006, ISBN 3-935638-79-5.
- als Schriftleiter: Waldwachstumskundliche Grundlagen für eine effektive Waldbewirtschaftung. Zum 100. Geburtstag von Professor Dr. habil. Werner Erteld – ein außergewöhnliches Forscherschicksal. (Eberswalder forstliche Schriftenreihe, Band 30). Eberswalde 2007.
- Am Waldessaume träumt die Föhre. Liebeserklärung an eine Verpönte. Kessel, Remagen-Oberwinter 2008, ISBN 978-3-935638-96-8.
- Forstliche Grabstätten auf dem Klosterfriedhof Chorin. Kessel, Remagen-Oberwinter 2008, ISBN 978-3-941300-01-9.
- zusammen mit Rainer Wudowenz: Forstmeister Dr. Dr. e.h. Max Kienitz (1849–1931). (Ausstellungen in der Alten Forstakademie Eberswalde und im Kloster Chorin, Heft 6). 2. Auflage. Remagen-Oberwinter 2008, ISBN 978-3-941300-03-3)
- als Mitverfasser: Hohenlübbichow 2008 – Naturgemäße Waldwirtschaft zwischen Verklärung und Realität. Natur- und Landschaftsschutz im Gebiet um Bielinek und Lubiechów Górny. (Eberswalder forstliche Schriftenreihe, Band 37). Eberswalde 2008.
- Ein Land wie ein Eichenblatt. Schlesische Forstgeschichte in preußischer Zeit (1741–1945). Kessel, Remagen-Oberwinter 2010, ISBN 978-3-941300-36-1.